# Detaria
Detarieae és una tribu d'angiospermes dins de la subfamília Caesalpinioideae de la família de les lleguminoses (Fabaceae). Aquesta tribu inclou molts arbres tropicals, alguns dels quals s'utilitzen per obtenir fusta o són importants ecologicament. La tribu es compon de 81 gèneres, 53 dels quals són natius d'Àfrica. Amherstia nobilis i Tamarindus indica (el tamarinde) són dues de les espècies més notables de Detarieae.

## Classificació

### Subgrup 1 (22 gèneres)
| Llinatge 1a (12 gèneres) - Augouardia - Colophospermum - Gossweilerodendron - Guibourtia - Hardwickia - Hymenaea - Kingiodendron - Oxystigma - Peltogyne - Prioria - Stemonocoleus - Trachylobium |  | Llinatge 1b (10 gèneres) - Apaloxylon - Baikiaea - Bathiaea - Copaifera - Detarium - Gilletiodendron - Hylodendron - Sindora - Sindoropsis - Tessmannia |  |

### Subgrup 2 (59 gèneres)
| Llinatge 2a (31 gèneres) - Afzelia - Brachystegia - Brodriguesia - Cryptosepalum - Cynometra - Daniella - Endertia - Eperua - Eurypetalum - Gilbertiodendron - Goniorrachis - Hymenostegia - Intsia - Lebruniodendron - Leonardoxa - Leucostegane - Loesenera - Macrolobium - Maniltoa - Neochevalierodendron - Oddoniodendron - Paramacrolobium - Pellegriniodendron - Plagiosiphon - Saraca - Schizoscyphus - Schotia - Scorodophloeus - Talbotiella - Tamarindus - Zenkerella |  | Llinatge 2b (6 gèneres) - Aphanocalyx - Bikinia - Icuria - Julbernardia - Michelsonia - Tetraberlinia |  | Llinatge 2c (22 gèneres) - Amherstia - Anthonotha - Berlinia - Brachycylix - Brownea - Browneopsis - Crudia - Dicymbe - Didelotia - Elizabetha - Englerodendron - Heterostemon - Humboldtia - Isoberlinia - Librevillea - Lysidice - Microberlinia - Paloue - Paloveopsis - Phyllocarpus - Polystemonanthus - Pseudomacrolobium |  |